# ИС (паровоз)
ИС (Иосиф Сталин, с 1962 года — ФДп — пассажирская разновидность ФД (Феликс Дзержинский); заводское обозначение — 2П, — 2-й тип паровоза; прозвища — ИСка, ИСак) — советский магистральный пассажирский паровоз типа 1-4-2. На момент создания являлся самым мощным пассажирским паровозом в Европе. Обладатель премии Гран-при на Всемирной парижской выставке (1937). Самый мощный пассажирский паровоз в истории советского паровозостроения. Особенностью паровоза являлась большая унификация по многим деталям с грузовым паровозом ФД.

## Предшествующие паровозы
К началу 1920-х гг. основу пассажирского локомотивного парка в СССР составляли паровозы типа 1-3-0 серии Н и типа 1-3-1 серии С со сцепной массой 45—47 т. В значительно меньшем количестве были представлены паровозы других серий — К, Л, У, Б и т. д.

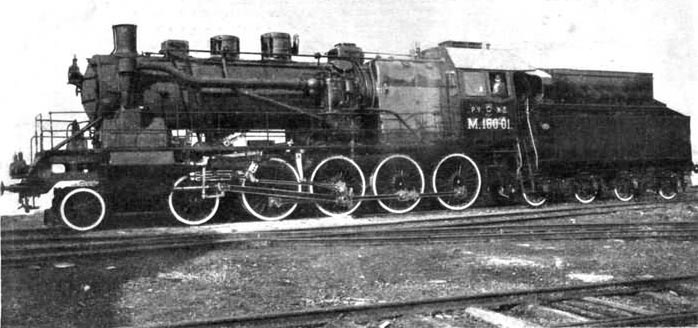
Паровоз М

Вскоре после окончания гражданской войны в начале 1920-х наметился рост пассажирских перевозок, что потребовало увеличения скорости и веса пассажирских поездов. В 1923 году на заводе «Красный путиловец» (Ленинград) было начато проектирование первого в СССР трёхцилиндрового паровоза, а в 1926 году был построен первый паровоз типа 2-4-0 серии М со сцепной массой 72,5 т. Во время эксплуатации было выявлено множество недостатков, связанных с неудовлетворительной работой третьего цилиндра. В итоге было выпущено всего 100 паровозов этой серии.
Проектирование паровоза М велось довольно долго (3 года), поэтому в 1924 году на Коломенском заводе на базе паровоза С был спроектирован новый паровоз со сцепной массой 54 т, которому присвоили обозначение серии Су. В 1925 году был начат серийный выпуск паровозов этой серии сразу на нескольких заводах. Паровозы Су пользовались репутацией надёжного и экономичного локомотива, но их сцепной вес не позволял существенно увеличить веса пассажирских поездов.

## Обоснование пассажирского типа 1-4-2
В 1931 году, на этапе эскизного проектирования грузового типа 1-5-1, было предложено использовать его котёл и цилиндры паровой машины для мощного пассажирского паровоза. К этому времени в Северной Америке уже были созданы и хорошо себя зарекомендовали мощные пассажирские паровозы с осевыми формулами 2-4-1 «Маунтен», 2-3-2 «Гудзон» и 2-4-2 «Лакауанна», проектирование которых осуществлялось с учётом высоких значений допустимых осевых нагрузок. Техническое задание на проектирование первого советского грузового типа 1-5-1 определяло наибольшую осевую нагрузку в 20 тонн. Стремясь максимально облегчить конструкцию, разработчики добивались строгого соответствия параметров основных частей паровоза: котла, паровой машины и экипажной части — требованию обеспечения расчётной силы тяги. К концу апреля 1931 года, по завершении разработки эскизного проекта грузового типа 1-5-1, на этапе разработки технического проекта, когда определились основные массово-габаритные характеристики котла, стало очевидно, что задняя поддерживающая ось будет испытывать значительную нагрузку. Это обстоятельство было учтено при эскизном проектировании пассажирского паровоза с котлом и цилиндрами машины от грузового типа 1-5-1. При обосновании осевой формулы, определяющей тип пассажирского паровоза, были рассмотрены существующие варианты северо-американских типов. Так, тип 2-3-2 — с учётом весовых ограничений по осевой нагрузке — 20 тонн — не обеспечивал расчётной силы тяги по сцеплению, необходимой для вождения тяжёлых пассажирских поездов, и мог быть реализован лишь в качестве курьерского только при более слабой машине. Тип 2-4-1, рассматриваемый в Управлении тяги НКПС в качестве приоритетного варианта, как и грузовой тип 1-5-1, имел бы перегруженную заднюю поддерживающую ось, что было неприемлемо для пассажирских скоростей движения по воздействию на путь. Тип 2-4-2 — разгружал сцепные оси до значений ниже 20 тонн и поэтому также не обеспечивал проектной силы тяги по сцеплению, а при параметрах цилиндров паровоза 1-5-1 имел бы повышенную склонность к боксованию. Поэтому, в итоге обоснования осевой формулы (типа), для советского мощного пассажирского паровоза впервые в мире была реализована осевая формула 1-4-2. Созданный ранее, в 1925 году, Северо-Американский тип 1-4-2 «Berkshire», являлся исключительно грузовым по назначению, он имел переднюю поддерживающую тележку системы «Биссель». Советский же — «пассажирский Беркшир», в отличие от американского, был снабжён передней поддерживающей тележкой сочленённого типа, системы «Краусс-Гельмгольц», которая, в отличие от тележки паровоза типа 1-3-1, серии Су, не имела нижнего водила, жёстко связывая между собой бегунковую и первую сцепную оси, образуя двухосную тележку. Впрочем, такая конструкция впоследствии доставляла немало хлопот в эксплуатации паровозов ИС… Имели место случаи, когда бегунковая колёсная пара при входе в кривую на большой скорости сходила с рельсов и «резала» шпальную решётку… Осуществлению единственного в мировой практике советского пассажирского типа 1-4-2 способствовало мнение специалистов о том, что такой паровоз будет работать в основном с тяжёлыми почтово-пассажирскими поездами дальнего следования с умеренной скоростью движения по рельсам тяжёлого типа «2а». Это полностью подтвердилось историей эксплуатации паровозов серии ИС, которые никогда не работали в скорых поездах.
Примечательно, что если в процессе постройки первых опытных и серийных грузовых паровозов типа 1-5-1 серии ФД предпринимались конструктивные меры, направленные на всемерную разгрузку задней поддерживающей оси, как то: установка в районе передней поддерживающей оси паровоздушного насоса; объединение песочного бункера с сухопарным колпаком — начиная с паровоза ФД20-3; усиление (утяжеление) конструкции переднего буферного бруса, то у пассажирского типа 1-4-2, серии ИС, задние поддерживающие оси оказались недогруженными, поэтому на этапе рабочего проектирования, чтобы разгрузить переднюю поддерживающую ось и догрузить задние, была удлинена дымовая коробка — с целью смещения центра тяжести котла назад, а паровоздушные насосы были установлены в районе 3-й сцепной колёсной пары.

## Проектирование паровоза
В 1929 году на Коломенском заводе был создан проект паровоза типа 1-4-1 («Микадо»). У проектируемого паровоза площадь колосниковой решётки равнялась 6 м², а диаметр движущих колёс — 1700 мм. Однако данный проект не был реализован, и вместо него в 1931 году было начато проектирование более мощного локомотива.
Основные требования, предъявляемые к новому локомотиву, были следующими: осевая нагрузка от движущих колёсных пар не более 20 т, сила тяги на 50 % больше, чем у Су, максимальное число взаимозаменяемых деталей с паровозом серии ФД. Диаметр движущих колёс приняли равным 1850 мм, как и у паровозов серии Су, осевая формула была принята 1-4-2, поскольку только при такой формуле было возможным использовать котёл и цилиндры паровоза ФД. В феврале 1932 года Техническое бюро Транспортного отдела ОГПУ завершило разработку эскизного проекта, после чего он был передан в Локомотивопроект Народного комиссариата тяжёлой промышленности СССР (Центральное локомотивопроектное бюро — ЦЛПБ)  для рабочего проектирования. В апреле того же года рабочий проект нового мощного паровоза типа 1-4-2, которому присвоили обозначение 2П (2-й тип паровоза), был завершён. При его разработке конструкторам Центрального локомотивопроектного бюро — К. Н. Сушкину, Л.C. Лебедянскому, А. Сломинскому и др. — удалось использовать для нового паровоза не только котёл и цилиндры от ФД, но и буксы, оси и ряд других деталей, а также, несмотря на иную осевую формулу, повторить его схему рессорного подвешивания.

## Производство

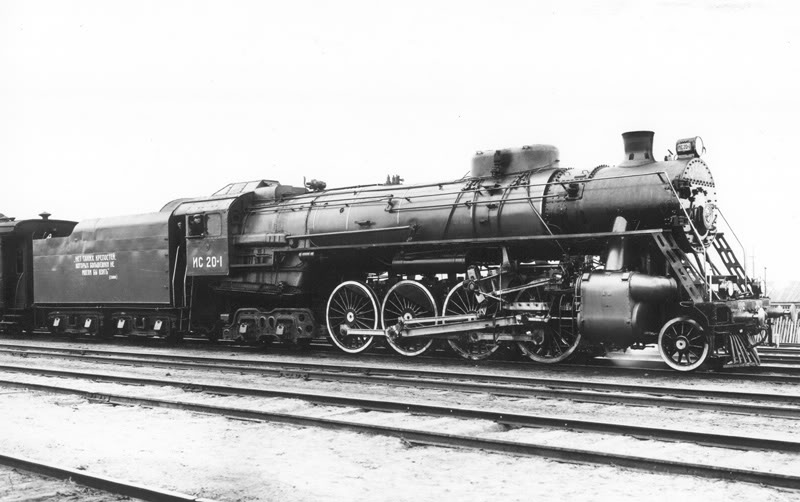
Первый паровоз серии ИС

В апреле из ЦЛПБ рабочие чертежи поступают на Коломенский завод, который при участии Ижорского завода 4 октября 1932 года выпустил первый пассажирский паровоз типа 1-4-2. По решению рабочих завода, новому паровозу была присвоена серия ИС (Иосиф Сталин), а полное обозначение — ИС20-1 (20 — осевая нагрузка от движущей колёсной пары на рельсы, в тс, № 1). 5 ноября была проведена первая обкатка паровоза, а 7 ноября, в день XV годовщины Октябрьской революции, он прибыл для показа в Москву. 20 декабря на Коломенском заводе был собран второй паровоз серии — ИС20-2, а в 1933 году ИС20-3. С апреля по декабрь 1933 года попеременно на трёх дорогах (Южной, Екатерининской и Октябрьской) были проведены испытания паровоза ИС20-2. В этих испытаниях паровоз показал мощность в 2500 л. с., что более чем вдвое превосходило мощность паровоза Су, а в некоторых случаях значение мощности у ИС даже достигало 3200 л. с. Помимо этого, на паровозе была реализована необычайно высокая форсировка котла — до 80 кгс/м²•ч, — выше, чем у всех предыдущих советских паровозов, в том числе и ФД (65 кгс/м²•ч).

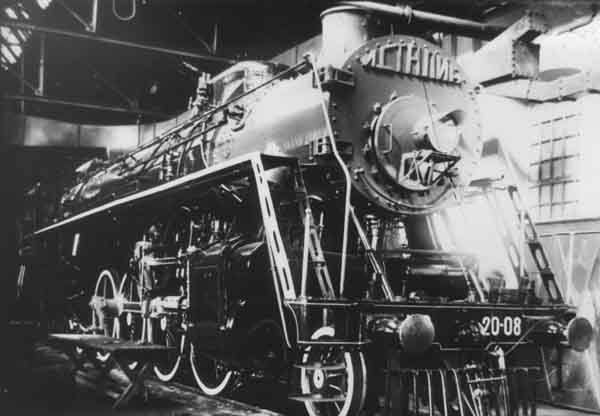
ИС20-8 в цехах завода

В 1934 году на XVII-ом съезде ВКП (б) было принято решение о том, что паровоз ИС во второй пятилетке должен стать основной единицей пассажирского паровозного парка. В том же году Коломенский завод выпустил ещё 2 паровоза ИС и столько же — в 1935. Однако, из-за отсутствия надлежащего оборудования (например, для изготовления и сборки брусковой рамы) наладить серийное производство паровозов данной серии на этом заводе в ближайшее время оказалось невозможным. Поэтому, в конце 1935 года документация по производству паровозов серии ИС была передана на Ворошиловградский паровозостроительный завод, новые цеха которого (были сооружены в 1927—1931 гг.) позволяли строить паровозы «американской конструкции» (с брусковыми рамами и блочными цилиндрами). В 1936 году Ворошиловградский паровозостроительный завод выпускает свои первые 3 паровоза ИС (№ 20-8 — 20-10; ИС20-7 так и не был достроен). В отличие от ИС Коломенского завода, эти ИС были выпущены с шестиосным тендером 6П (паровозы ИС № 1—6 выпускались с четырёхосным), который был разработан на Ворошиловградском заводе специально для этих паровозов. В 1937 году завод переходит уже на крупносерийное производство паровозов ИС, выпустив в том году 105 паровозов. Параллельно с этим, на заводе продолжается крупносерийное производство грузовых паровозов ФД.

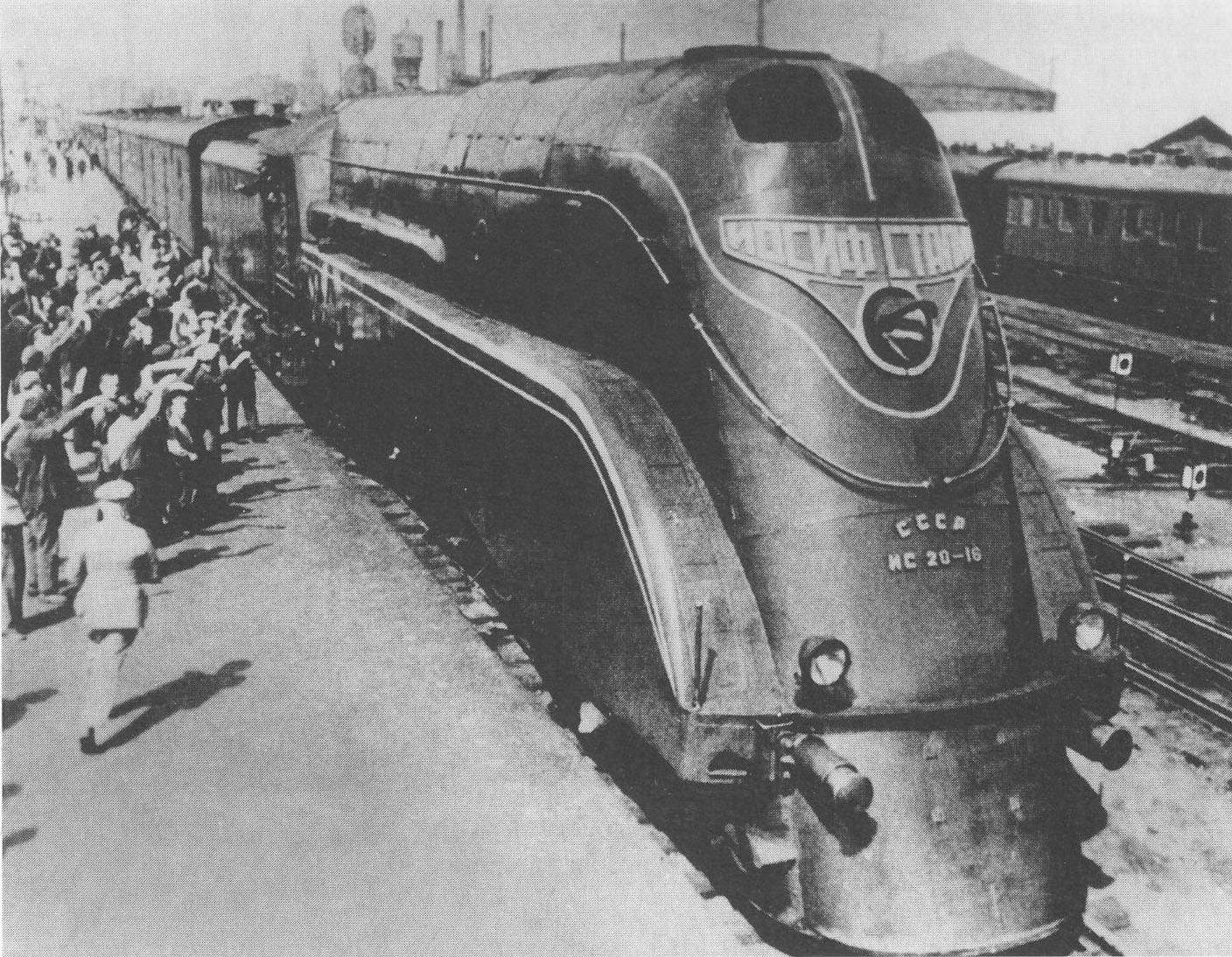
ИС20-16 с обтекаемым кожухом

В сентябре 1936 года Ворошиловградский завод имени Октябрьской революции закончил проектирование паровоза «ИС» обтекаемой формы и составил график его постройки. Планировалось его построить к 15 ноября 1936 года — в подарок VIII Всесоюзному съезду Советов. Но только в 1937 году завод смог выпустить паровоз, на котором в качестве опыта был установлен обтекаемый кожух (ИС20-16). Ещё в начале 1930-х ВНИИЖТ совместно с Московским авиационным институтом провели комплексные испытания модели локомотива в аэродинамической трубе, в ходе которых выяснилось, что при скоростях выше 100 км/ч применение обтекаемого кожуха, благодаря снижению воздушного сопротивления, может дать выигрыш в мощности в 200—250 л. с. Проведённые испытания данного паровоза также подтвердили значительное снижение вредного сопротивления паровоза на высоких скоростях, благодаря чему ИС20-16 смог разогнаться до скорости 155 км/ч. В дальнейшем эти результаты были использованы при создании скоростных паровозов типа 2-3-2 (П12 и № 6998). Также в 1937 году один из паровозов серии ИС (а именно ИС20-241) был представлен на Всемирной выставке в Париже, где получил премию Гран-при (обойдя при этом польский Pm36).

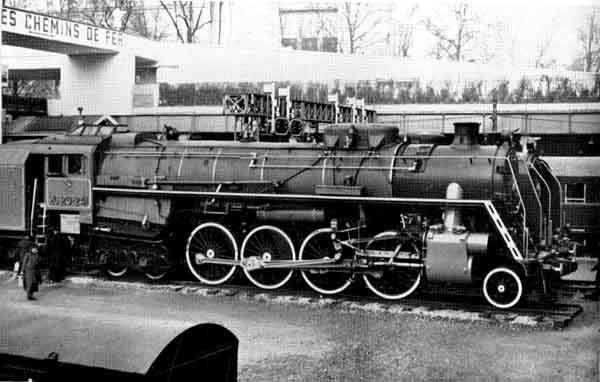
ИС20-241 на Всемирной выставке в Париже (1937 год)

В процессе производства конструкция паровозов ИС постоянно улучшалась, в том числе:
- с ИС20-25 на тендерах вместо стокера B-K (Би-Кэй, система ЦЛПБ) стали ставить стокер С-1 (система Рачкова);
- с ИС20-269 движущие колёса стали выпускаться с дисковыми центрами, вместо спицевых, благодаря чему было снижено количество свинца в противовесах;
- в 1940 году завод перешёл на производство цельносварных паровых котлов;
- с ИС20-576 в наличниках букс 2-й, 3-й и 4-й движущих колёсных пар вместо жидкой смазки стала использоваться твёрдая.

ИС20-4 в цехе Коломенского завода

В 1941 году, используя результаты эксплуатации паровозов ФД № 20-894, 20-895 и 20-939 с широкотрубными пароперегревателями (Л40), Ворошиловградский паровозостроительный завод выпустил партию из 10 паровозов ИС, на которых мелкотрубный пароперегреватель Элекско-Е был заменён широкотрубным Л40. По аналогии с паровозами ФД, паровозы ИС с такими пароперегревателями получили обозначение серии ИС21. Однако в том же году, с началом войны, завод прекратил выпуск паровозов ИС. Последний паровоз серии ИС21-648 был достроен в 1942 году на Улан-Удэнском паровозоремонтном заводе. Всего же с 1933 по 1942 годы было выпущено 649 паровозов серии ИС, из них 11 — ИС21. Выпуск паровозов по годам приведён в нижеследующей таблице:
| Год  | Серия и количество, штук | Номера                                          |
| ---- | ------------------------ | ----------------------------------------------- |
| 1932 | 1 — ИС20                 | 20-1                                            |
| 1933 | 1 — ИС20                 | 20-2                                            |
| 1934 | 2 — ИС20                 | 20-3 — 20-4                                     |
| 1935 | 2 — ИС20                 | 20-5 — 20-6                                     |
| 1936 | 3 — ИС20                 | 20-8 — 20-10                                    |
| 1937 | 105 — ИС20               | 20-11 — 20-115                                  |
| 1938 | 132 — ИС20               | 20-116 — 20-247                                 |
| 1939 | 137 — ИС20               | 20-248 — 20-384                                 |
| 1940 | 174 — ИС20               | 20-385 — 20-558                                 |
| 1941 | 81 — ИС20                | 20-559 — 20-632, 20-635 — 20-641                |
| 1941 | 10 — ИС21                | 21-633, 21-634, 21-642 — 21-647, 21-649, 21-650 |
| 1942 | 1 — ИС21                 | 21-648                                          |

## Конструкция

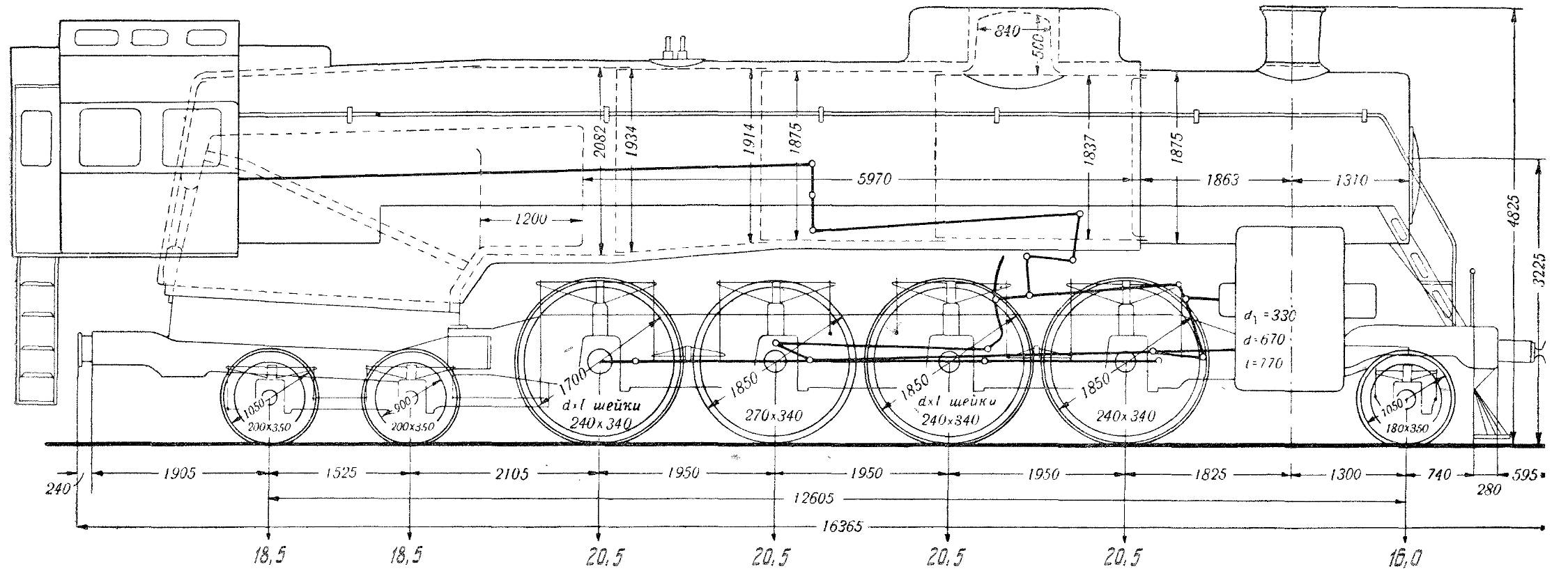
Основные размеры ИС20 (осевые нагрузки даны для паровозов 1936—1941 гг. выпуска)

По конструкции большинства элементов паровоз ИС аналогичен паровозу ФД. Ранее, ещё на железных дорогах Российской Империи, уже был опыт унификации узлов паровозов разных серий: грузовые Ш (тип 1-4-0) и пассажирские Г (тип 2-3-0) имели одинаковые паровые котлы и цилиндры паровой машины. В случае же с ФД и ИС применена ещё бо́льшая унификация: у них одинаковы не только котлы и блок цилиндров, но и оси движущих колёсных пар, буксы, бегунковые и поддерживающие (с ФД20-4) колёсные пары, а также одинаковая схема рессорного подвешивания (трёхточечная статически определимая) и толщины брусковых рам (125 мм). Отличия же обусловлены разницей в осевых формулах (ИС — 1-4-2, ФД — 1-5-1) и диаметрах движущих колёс (ИС — 1850 мм, ФД — 1500 мм). Так, котёл у ИС поднят над головками рельсов на 175 мм выше, чем у ФД (3225 против 3050 мм), и сдвинут назад для лучшего распределения веса по осям. В свою очередь, это вызвало удлинение дымовой коробки с 2880 до 3173 мм, что улучшило тягу. Также на ИС стоят более длинные, чем на ФД, поршневые (на 825 мм) и сцепные (на 325 мм) дышла, высота полотен рамы увеличена на 10 мм (с 835 до 845 мм), а глубина пазов снижена на 25 мм (с 57 до 32 мм). Также у ИС снижено расстояние между полотнами в задней части экипажа, что необходимо для исключения задевания полотен 4-й движущей колёсной парой, а также совсем иная конструкция поддерживающей тележки.

## Эксплуатация
Первые ИС поступили на линию Москва — Ленинград Октябрьской железной дороги, где обслуживали дальние пассажирские поезда (в том числе и «Красную стрелу») на участке Москва—Бологое наравне с паровозами серии Су. В 1935 году их перевели с Октябрьской дороги на Московско-Курскую в депо Москва-Пассажирская, а в 1936 ещё несколько паровозов серии были направлены в депо Харьков Южной железной дороги, что позволило создать первое направление, где дальние пассажирские поезда обслуживались паровозами ИС (заменили Су): Москва — Курск — Харьков — Синельниково. Однако на большинстве советских железных дорог того времени паровозы ИС не могли работать, что было связано прежде всего с низким техническим состоянием железнодорожных путей при высоких осевых нагрузках (20,5 тс) данного паровоза. Так, согласно Комитету реконструкции транспорта, для пассажирских паровозов с осевыми нагрузками в 20 тс, в зависимости от конструкции верхнего пути, допускались следующие скорости движения (в числителе указаны параметры при износе поверхности рельса до 6 мм, в знаменателе — до 3 мм):
- Рельсы типа IIIа и легче — эксплуатация не допускается;
- Рельсы типа IIа при песчаном балласте — 60/85 км/ч;
- Рельсы типа IIа при щебёночном балласте — 90/125 км/ч;
- Рельсы типа Iа при щебёночном балласте — конструкционная.

Тем не менее, благодаря проводившемуся усилению железнодорожных путей на важнейших направлениях, паровозы ИС с 1937 года стали работать на всё большем количестве дорог, в том числе:
- Западная железная дорога
- Московско-Донбасская железная дорога
- Московско-Киевская железная дорога
- Октябрьская железная дорога
- Северо-Донецкая железная дорога
- Сталинская железная дорога
- Юго-Восточная железная дорога
- Юго-Западная железная дорога
- Южно-Донецкая железная дорога
- Железная дорога имени К. М. Ворошилова
- Железная дорога имени Ф. Э. Дзержинского

Паровозы ИС обслуживали такие важные направления, как Харьков — Минеральные Воды, Москва — Смоленск — Минск, Москва — Ожерелье — Валуйки, Мичуринск — Ростов-на-Дону и другие, на которых они пришли на смену пассажирским паровозам серий Су, С, Л и пр. С 1939 года, помимо вышеупомянутых, паровозы ИС работали также на следующих дорогах:
- Калининская железная дорога
- Казанская железная дорога
- Ленинградская железная дорога
- Одесская железная дорога
- Омская железная дорога
- Пензенская железная дорога
- Пермская железная дорога
- Томская железная дорога
- Южно-Уральская железная дорога
- Железная дорога имени Л. М. Кагановича
- Железная дорога имени В. В. Куйбышева

Летом 1941 года, в связи с нападением Германии на Советский Союз, большинство паровозов ИС были направлены в восточные районы Советского Союза, в том числе на Красноярскую и Восточно-Сибирскую железные дороги. Однако из-за высокого сцепного веса эксплуатация этих паровозов на железных дорогах Сибири была затруднена. Кроме того, после окончания войны не все восстановленные железнодорожные пути были рассчитаны на эксплуатацию паровозов с осевыми нагрузками в 20 тс. Из-за этого паровозы ИС во второй половине 1940-х обслуживали только юго-западные, южные и юго-восточные направления. В 1950 году Коломенский завод выпустил пассажирский паровоз типа 2-4-2 серии П36, который по мощности был аналогичен паровозу ИС, но имел осевую нагрузку не более 18 тс, благодаря чему мог эксплуатироваться даже на рельсах типа IIIа, заменяя при этом паровозы Су. Помимо этого, его КПД был почти на четверть выше (9,22, против 7,45 %), то есть каждая четвёртая—пятая поездка осуществлялась на сэкономленном угле.
Массовый переход на тепловозные и электровозные виды тяги ещё больше ограничил эксплуатацию ИС, у которых в 1962 году (в период борьбы с культом личности Сталина) обозначение серии сменилось на ФДп (пассажирский вариант паровоза ФД, в литературе иногда можно встретить обозначение ФДП). Последним местом работы этих паровозов были Горьковская (депо Киров) и Приднепровская (депо Мелитополь и Синельниково) железные дороги, на которых ФДп проработали до 1966—1972 гг.

## Сохранившиеся паровозы

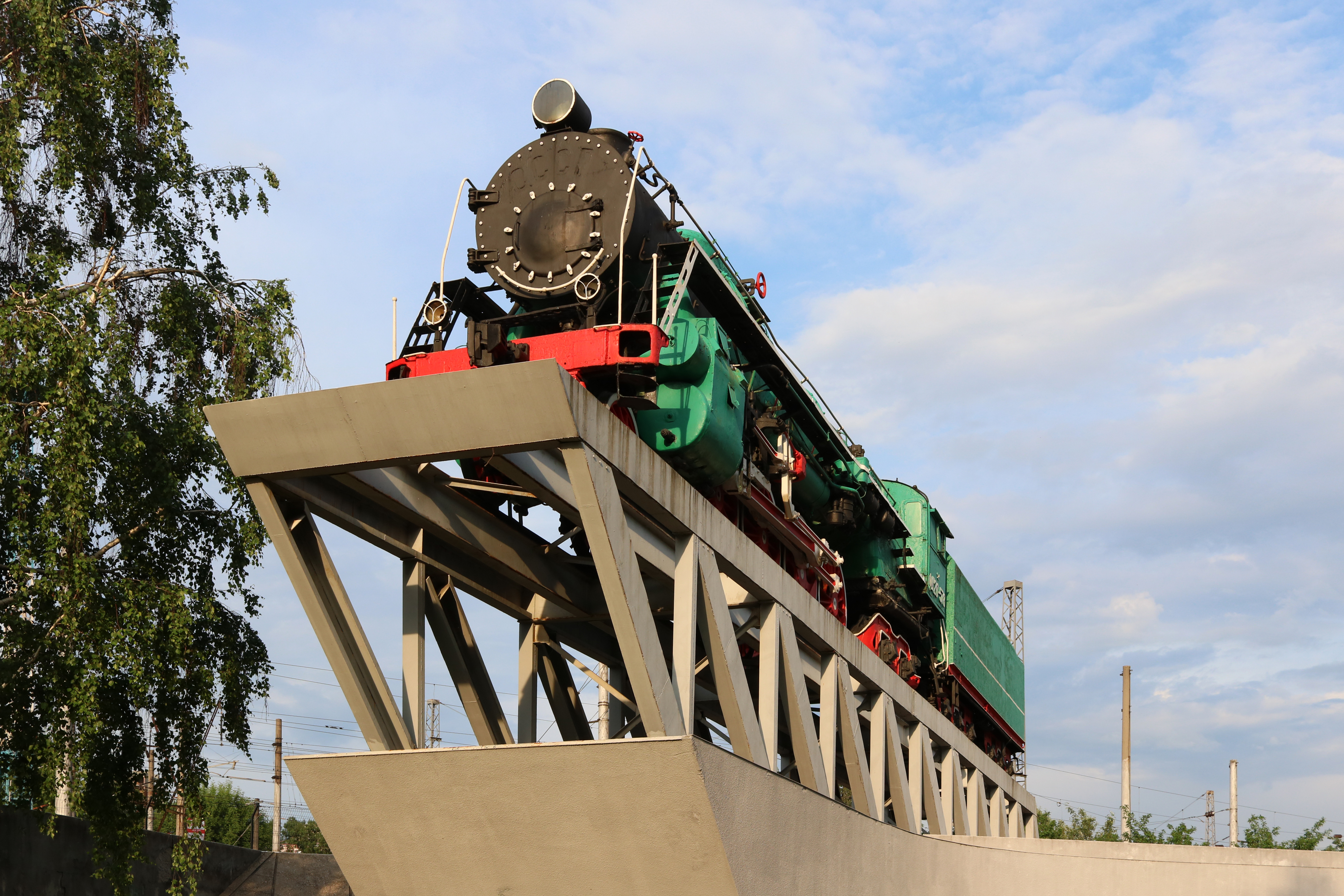
ФД^{п}20-578 (переименованный ИС20-578) — единственный сохранившийся целиком представитель серии ИС (Киев, Украина, 2019)

Единственный известный сохранившийся целиком паровоз серии ИС находится в Киеве. Это ФДп20-578, который установлен как памятник в локомотивном депо Киев-Пассажирский (ТЧ-1). Паровоз был сохранён по инициативе начальника Юго-Западной железной дороги П. Ф. Кривоноса. Также на станции Брянск-Льговский установлена передняя часть ИС, на которую нанесено обозначение ФДп20-2549. Эта часть паровоза расположена на торце бетонного блока, который имеет внушительные размеры. В связи с этим, распространена легенда, что в бетон был залит весь паровоз (но без тендера), а снаружи оставлена лишь его передняя часть. Таким образом, в бетоне может находиться ещё один целый паровоз серии ИС в удовлетворительном состоянии.

## Паровоз ИС в культуре

### Паровоз ИС в литературе и пропаганде
Машина ИС, единственная тогда на нашем тяговом участке, одним своим видом вызывала у меня чувство воодушевления, я мог подолгу глядеть на неё, и особая растроганная радость пробуждалась во мне — столь прекрасная, как в детстве при первом чтении стихов Пушкина…— писатель Андрей Платонов

Шістдесят коробок-вагонів — шістдесят суглобів у дракона. Спереду вогненноока голова — велетенський двоокий циклоп — надпотужний паротяг «Й. С.» (Йосиф Сталін). Ззаду — такий же надпотужний паротяг «Ф. Д.» (Фелікс Дзержинський). На тендері прожектор — довгий вогненний хвіст. Біля кожного вагона — щетина багнетів. Наїжився ними дракон, мов їжак… Ні, мов дракон! І гнався зі скреготом.— писатель Иван Багряный (1944)
Ты лети, лети, моя машина.

Ой, как много крутится колёс!

И какая чудная картина,

Когда по рельсам мчится паровоз.
Ой, долго-долго Мишу не видали,

Но однажды встретиться пришлось,

Он ведёт теперь «Иосиф Сталин» —

Самый лучший в мире паровоз.

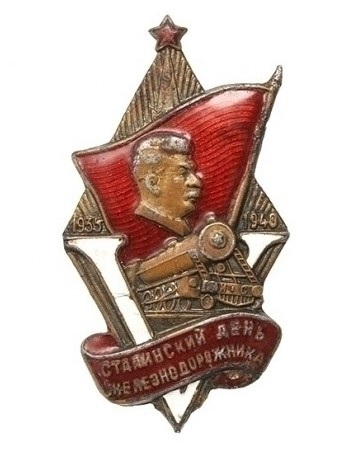
Паровоз ИС на значке «Сталинский день железнодорожника».
НКПС, 1940

Для своего времени паровоз ИС был достаточно совершенной в эстетическом отношении машиной. Локомотив любили рисовать художники; его изображение часто появлялось на советских открытках 1930—1940-х годов.
На советском нагрудном знаке «Почётному железнодорожнику» основным элементом оформления является изображение паровоза ИС.
В советском кинофильме Юлия Райзмана «Поезд идёт на восток», вышедшем на экраны в 1947 году, паровоз ИС20-630 (последнюю цифру трудно разобрать, ей может быть также 6 или 9), окрашенный в чёрный цвет, на протяжении всего фильма ведёт поезд, в котором едут герои фильма.
В художественном фильме «Край» (режиссёр Алексей Учитель, Россия, 2010 год) главный герой машинист Игнат рассказывает, что до войны он был машинистом рекордного паровоза ИС и смог разогнать его до 163 км/ч, однако при этом превысил допустимое котловое давление, паровоз сошёл с рельсов, а сам Игнат был контужен. В своих рассказах Игнат называет ИС «лучшим паровозом в мире».
Паровозу ИС посвящён один из 15 выпущенных в СССР значков в серии «Центральный музей железнодорожного транспорта СССР».
В СССР в 1937—1940 годах выпускалась ёлочная игрушка в технике картонажа «Паровоз Иосиф Сталин».

### Паровоз ИС в филателии
Изображение паровоза ИС на советских почтовых марках появлялось три раза. Паровоз дважды появлялся на почтовых марках сталинских времён: первое изображение появилось на почтовой марке в серии, выпущенной 23 января 1941 года  (СК #690); во второй раз изображение советского локомотива появилось 30 сентября 1948 года  (СК #1190). На советской почтовой марке от 15 октября 1986 года  (СК #5705) изображен ФДп20-578 (переименованный ИС20-578; с литерами «СССР» на фронтоне вместо «И. СТАЛИН»), как памятник «в честь трудовой славы советских железнодорожников» в Киеве. Этот паровоз стал также основой для сюжета почтовой марки, выпущенной в Либерии 13 декабря 2004 года  (Mi #4981).
Марки с изображением паровоза также появлялись в Монголии (дважды), на Украине, в Сенегале и Тувалу (для административного округа Нуи).
Первая марка с изображением паровоза ИС в Монголии  (Mi #118) была выпущена 1 февраля 1956 года в серии из двух марок, посвящённых советско-монгольской дружбе. Примечательно, что на почтовой марке, выпущенной в Монголии 5 декабря 1997 года  (Mi #2696), паровоз в описании на марке окрашен в зелёный цвет и обозначен как FDp, но изображен с пятью движущими осями, как у самого паровоза ФД (тип 1-5-1); таким образом, художник М. Галт фактически изобразил ФД, но ошибочно описал его как ФДп.
29 января 1988 года для провинции Нуи тихоокеанского государства Тувалу в серии марок, посвящённой локомотивам мира, паровоз ИС был представлен в сцепке из двух марок, и на одной из них локомотив изображён в профиль, на второй на фронтоне видны стилизованные литеры, образующие «И. СТАЛИН»  (Mi #117 и 118). Такой же подход к историческому названию и внешнему виду паровоза встречается на почтовой марке Сенегала (выпуск от 23 июля 1999 года  (Mi #1735)) и на украинской почтовой марке, выпущенной 15 сентября 2006 года  (Mi #808).

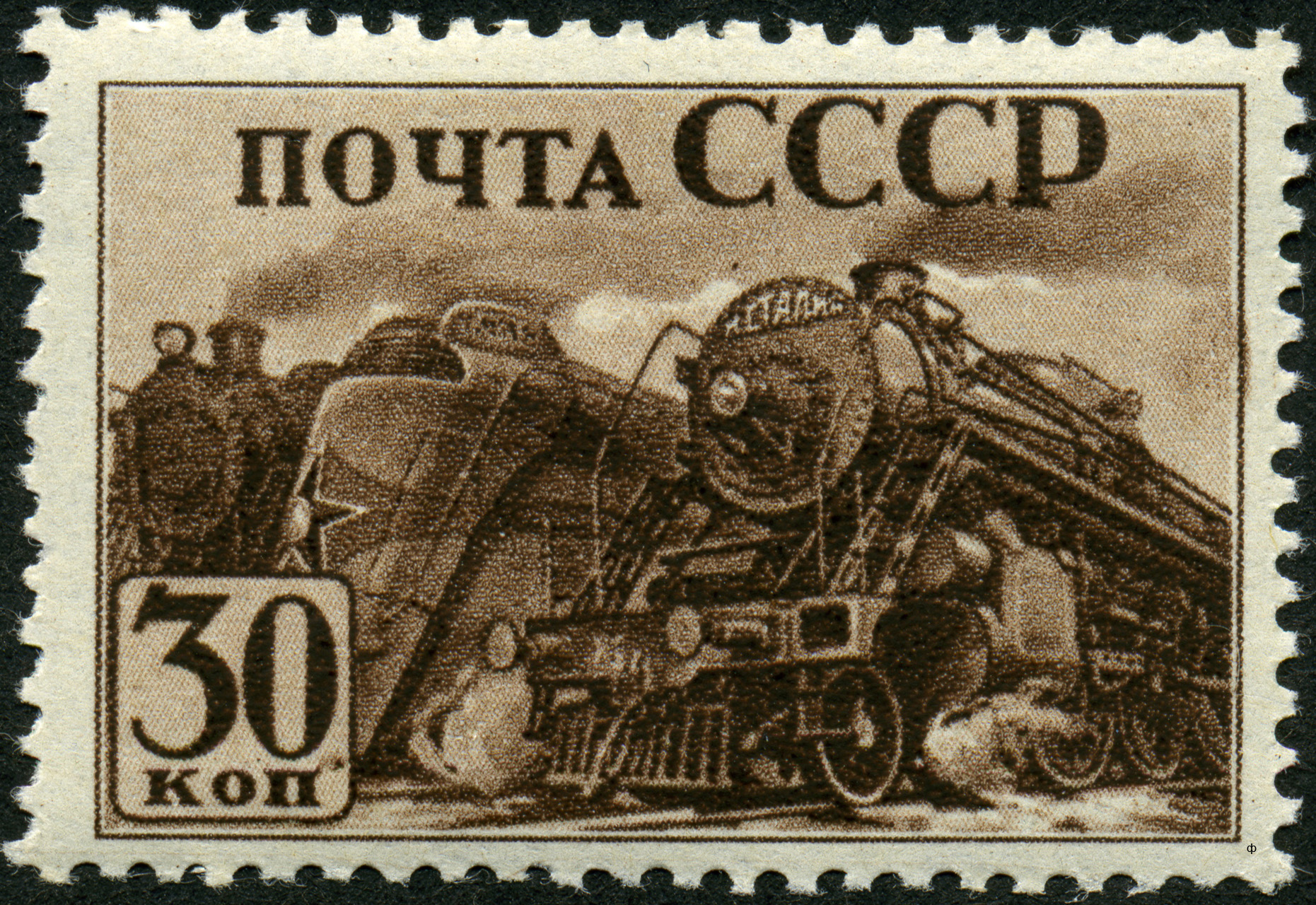
СССР (1941): Паровоз «Иосиф Сталин» впервые на почтовой марке
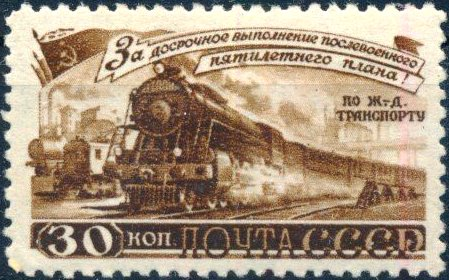
СССР (1948): Паровоз «Иосиф Сталин»
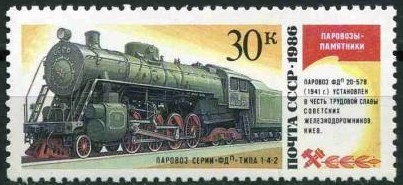
СССР (1986): Переименованный «Иосиф Сталин» — памятник в Киеве
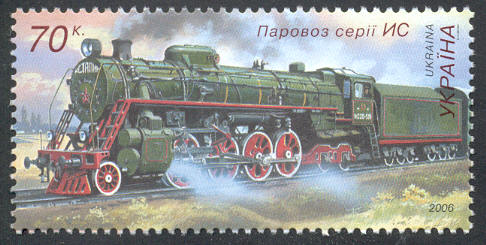
Украина (2006): Паровоз ИС на украинской почтовой марке